# ESC Planegg
Der ESC Planegg ist ein deutscher Fraueneishockeyverein aus Planegg im Würmtal bei München, der bis 2024 in der Fraueneishockey-Bundesliga spielte. Früher nahm der Club auch an der supranationalen Elite Women’s Hockey League teil.
Da es in Planegg kein Kunsteisstadion gibt, weicht die Mannschaft auf fremde Trainings- beziehungsweise Spielstätten aus. Zwischen 2022 und 2024 nutzte die erste Mannschaft das Eisstadion Miesbach des TEV Miesbach. Zuvor wurden Spiele vor allem in der Eissporthalle Grafing sowie im Eisstadion Bad Tölz ausgetragen.

## Geschichte
Der ESC Planegg wurde 1991 gegründet und nahm zunächst am Spielbetrieb der Landesliga Bayern teil. 1994 wurde die Mannschaft in einer Spielgemeinschaft mit dem ERSC Ottobrunn Bayerischer Meister und stieg in die Fraueneishockey-Bundesliga auf, der der Verein bis heute angehört. Nach dem Aufstieg wurde die Spielgemeinschaft allerdings aufgelöst, und der ESC Planegg setzte den Spielbetrieb alleine fort, die Zweite Mannschaft spielte allerdings sowohl in der Saison 1994/95 als auch 1998/99 mit dem ERSC Ottobrunn zusammen. In den Spielzeiten 1996/97 und 1997/98 agierte die Zweite Mannschaft als SG Planegg/München, um weiteren Spielerinnen die Teilnahme am Spielbetrieb zu ermöglichen.
Nachdem die Bundesligamannschaft in der Saison 2004/05 die Qualifikation für die Finalrunde verpasst hatte, nahm sie an der Abstiegsrunde teil. Innerhalb dieser Runde gelang die Qualifikation für das Endspiel um den Deutschen Pokal. Dort unterlag die Mannschaft sportlich den Grefrather EC Lady Panthers im Penaltyschießen, jedoch wurde das Spiel am „Grünen Tisch“ wegen einer Unterschreitung der Mindestspielerzahl seitens des GEC mit 5:0 für Planegg gewertet.
In der Saison 2005/06 gelang wieder die Qualifikation für die Zwischenrunde, wo sich die Mannschaft als viertplatzierte für das Finalturnier qualifizierte. Dort verlor der ESC im Finale gegen die Mannschaft des OSC Berlin und wurde Vizemeister. In der Spielzeit 2006/07 wurde der Deutsche Meister erstmals nicht mehr in einem Pokalturnier ermitteln. Am Ende erreichte der ESC Planegg den zweiten Tabellenplatz und wurde wieder Vizemeister.
Beim neueingeführten DEB-Pokalturnier unterlag der ESC im Finale dem EC Bergkamen im Penaltyschießen und konnte erneut den zweiten Platz erringen.
In der Saison 2007/08 gewann der Verein ohne Punktverlust und mit 13 Zählern Vorsprung auf den zweitplatzierten OSC Berlin erstmals die Deutsche Meisterschaft. Im DEB-Pokal unterlagen die Pinguine in der Vorrunde dem OSC allerdings knapp mit 3:4 und gewannen das Spiel um den dritten Platz mit 7:0 gegen den EC Bergkamen. In die Spielzeit 2008/09 startete der ESC Planegg als Deutscher Meister im IIHF European Women Champions Cup an, scheiterte allerdings bereits in der Vorrunde. Außerdem nahm die Mannschaft erstmals an der europäischen Elite Women’s Hockey League, die parallel zum Bundesligaspielbetrieb ausgetragen wurde, und belegte dort hinter dem HC Slavia Prag und dem OSC Berlin den dritten Platz.
Im Spieljahr 2009/10 nahm der ESC Planegg neben der Bundesliga erneut und diesmal als einziger deutscher Vertreter an der EWHL teil und gewann diese als erster deutscher Vertreter vor The Ravens Salzburg. 
Die Bundesliga-Hauptrunde 2019/20 schloss der ESCP auf dem ersten Platz ab und erreichte, durch den Erfolg im Halbfinale über die Eisbären Juniors Berlin, das Play-off-Finale gegen den ECDC Memmingen. Nach dem ersten Finalspiel am 7. März 2020 (ECDC Memmingen vs. ESC Planegg 2:4) wurde zur Eindämmung der Coronavirus-Epidemie vom Deutschen Eishockey-Bund am 11. März 2020 der weitere Spielbetrieb in sämtlichen Ligen eingestellt.
In der Saison 2020/21 qualifizierte sich der ESCP für das Final-Four-Turnier, bei dem der ECDC Memmingen im Halbfinale mit 3:2 und im Finale die Eisbären Juniors Berlin 4:1 besiegt wurden. Damit gewann der ESC Planegg seine achte deutsche Meisterschaft im Fraueneishockey. Der EWHL-Supercup mit 12 Teams aus Europa und Kasachstan wurde aufgrund der COVID-19-Pandemie nicht zu Ende gespielt.
Die Saison 2023/24 war die letzte Saison von ESC Planegg in der Fraueneishockey-Bundesliga.
Aufgrund von fehlender Infrastruktur (kein eigenes Eisstadion) hat der ESC Planegg keine Lizenz für die Saison 2024/25 beantragt.

## Platzierungen
| Deutsche Fraueneishockey-Liga | Deutsche Fraueneishockey-Liga | Deutsche Fraueneishockey-Liga | Deutsche Fraueneishockey-Liga |
| Saison                        | Liga                          | Hauptrunde                    | Playoffs                      |
| ----------------------------- | ----------------------------- | ----------------------------- | ----------------------------- |
| 1991/92                       | LL-Bayern                     | 5. Platz                      |                               |
| 1992/93                       | LL-Bayern                     | 3. Platz                      |                               |
| 1993/94                       | LL-Bayern 1                   | Aufstieg in die Bundesliga    |                               |
| 1994/95                       | Bundesliga/S                  | 6. (Süd)                      | nicht erreicht                |
| 1995/96                       | Bundesliga/S                  | 4. (Süd)                      | Viertelfinale                 |
| 1996/97                       | Bundesliga/S                  | 3. (Süd)                      | Viertelfinale                 |
| 1997/98                       | Bundesliga/S                  | 5.                            | nicht erreicht                |
| 1998/99                       | Bundesliga/S                  | 3.                            | 3. Platz                      |
| 1999/00                       | Bundesliga/S                  | 4.                            | 4. Platz                      |
| 2000/01                       | Bundesliga/S                  | 4. (Süd)                      | nicht erreicht                |
| 2001/02                       | Bundesliga/S                  | 4.                            | 4. Platz                      |
| 2002/03                       | Bundesliga/S                  | 4.                            | 3. Platz                      |
| 2003/04                       | Bundesliga/S                  | 5.                            | nicht erreicht                |
| 2004/05                       | Bundesliga/S                  | 4. (Süd)                      | nicht erreicht                |
| 2005/06                       | Bundesliga/S                  | 4.                            | Vizemeister                   |
| 2006/07                       | 1. Bundesliga                 | Vizemeister                   | keine Playoffs                |
| 2007/08                       | 1. Bundesliga                 | Deutscher Meister             | keine Playoffs                |
| 2008/09                       | 1. Bundesliga                 | Vizemeister                   | keine Playoffs                |
| 2009/10                       | 1. Bundesliga                 | Vizemeister                   | keine Playoffs                |
| 2010/11                       | 1. Bundesliga                 | Deutscher Meister             | keine Playoffs                |
| 2011/12                       | 1. Bundesliga                 | Deutscher Meister             | keine Playoffs                |
| 2012/13                       | 1. Bundesliga                 | Deutscher Meister             | keine Playoffs                |
| 2013/14                       | 1. Bundesliga                 | Deutscher Meister             | keine Playoffs                |
| 2014/15                       | 1. Bundesliga                 | Deutscher Meister             | keine Playoffs                |
| 2015/16                       | 1. Bundesliga                 | Vizemeister                   | keine Playoffs                |
| 2016/17                       | 1. Bundesliga                 | Deutscher Meister             | keine Playoffs                |
| 2017/18                       | 1. Bundesliga                 | Vizemeister                   | keine Playoffs                |
| 2018/19                       | 1. Bundesliga                 | 2.                            | Vizemeister                   |
| 2019/20                       | 1. Bundesliga                 | 1.                            | Finale (abgebrochen)          |
| 2020/21                       | 1. Bundesliga                 | 2.                            | Deutscher Meister             |
| 2021/22                       | 1. Bundesliga                 | 1.                            | Halbfinale                    |
| 2022/23                       | 1. Bundesliga                 | 4.                            | Halbfinale                    |
| 2023/24                       | 1. Bundesliga                 | 6.                            | nicht erreicht                |

| DEB-Pokal | DEB-Pokal          |
| Saison    | Platzierung        |
| --------- | ------------------ |
| 2002      | BL-Zwischenrunde 2 |
| 2003      | BL-Zwischenrunde   |
| 2004      | BL-Zwischenrunde   |
| 2005      | Pokalsieger        |
| 2006      | BL-Zwischenrunde   |
| 2007      | 2. Platz           |
| 2008      | 3. Platz           |
| 2009      | 3. Platz           |
| 2010      | Pokalsieger        |
| 2011      | 2. Platz           |
| 2012      | Pokalsieger        |
| 2013      | 2. Platz           |
| 2014      | 2. Platz           |
| 2015      | Pokalsieger        |
| 2016      | 2. Platz           |
| 2017      | 2. Platz           |
| 2018      | 3. Platz           |
| 2022/23   | Viertelfinale      |
| 2023/24   | Viertelfinale      |

| Elite Women’s Hockey League         | Elite Women’s Hockey League    |
| Saison                              | Platzierung                    |
| ----------------------------------- | ------------------------------ |
| Elite Women’s Hockey League 2008/09 | 3. Platz                       |
| Elite Women’s Hockey League 2009/10 | Meister                        |
| Elite Women’s Hockey League 2010/11 | 3. Platz                       |
| EWHL Super Cup                      |                                |
| Saison                              | Platzierung                    |
| EWHL Super Cup 2011/12              | Cupsieger                      |
| EWHL Super Cup 2012/13              | 3. Platz                       |
| EWHL Super Cup 2013                 | Cupsieger                      |
| EWHL Super Cup 2014/15              | 2. Platz                       |
| EWHL Super Cup 2015/16              | 3. Platz                       |
| EWHL Super Cup 2016/17              | 4. Platz                       |
| EWHL Super Cup 2017/18              | 3. Platz                       |
| EWHL Super Cup 2018/19              | 3. Platz                       |
| EWHL Super Cup 2019                 | 2. Platz                       |
| EWHL Super Cup 2020/21              | abgebrochen (1. in der Gruppe) |
| EWHL Super Cup 2021/22              | 3. Platz                       |
| EWHL Super Cup 2022/23              | Gruppenphase (4.)              |

## EC Planegg-Geisenbrunn
In der Zeit von 1983 bis 1995 gab es in Planegg auch eine Herrenmannschaft, die unter dem Namen EC Planegg-Geisenbrunn am Spielbetrieb des BEV teilnahm. 1983 stiegen sie in die Bayerische Landesliga auf, in der Saison 1990/91 spielte der EC in der Bayernliga und dann bis 1995 Bayerische Bezirksliga. 1990 gewannen sie die Meisterschaft der Bayerischen Landesliga Gruppe B und 1992 den Bayernkrug-Pokal.
Heute tritt der EC Planegg-Geisenbrunn mit einer Hobbymannschaft an, die an Hobbyligen bzw. Hobby-Turnieren teilnimmt.